# Abborrtjärnet (Örs socken, Dalsland)
Abborrtjärnet är en sjö i Melleruds kommun i Dalsland och ingår i Göta älvs huvudavrinningsområde.